# Atropo (1912)
Atropo – włoski okręt podwodny z początku XX wieku. Jednostka została zwodowana 22 marca 1912 roku w niemieckiej stoczni Germaniawerft w Kilonii, a w skład Regia Marina została wcielona 5 lutego 1913 roku. „Atropo” pełnił służbę na Morzu Śródziemnym, biorąc udział w I wojnie światowej. Jednostka została wycofana z czynnej służby 23 stycznia 1919 roku.

## Projekt i budowa
W 1910 roku Regia Marina zdecydowała się zamówić w Niemczech okręt podwodny o sprawdzonej konstrukcji, podobny do użytkowanych przez Kaiserliche Marine. Projekt jednostki był dziełem inż. Hansa Techela. Zakładał on zbudowanie dwukadłubowego okrętu o wyporności nawodnej 237 ton i podwodnej 318 ton, osiągającego prędkość 12 węzłów na powierzchni i 7,3 węzła w zanurzeniu . Kadłub sztywny miał przekrój kołowy i zwiększoną grubość blach, co znacznie zwiększyło jego wytrzymałość na działanie ciśnienia hydrostatycznego i umożliwiło bezpieczne osiąganie większej głębokości. Kształt kadłuba lekkiego został zmodyfikowany przez włoskich inżynierów na podobieństwo linii kadłuba torpedowców, co zwiększyło uzyskiwaną przez okręt prędkość nawodną i podwodną. Przestrzeń między kadłubem lekkim a sztywnym zajmowały zbiorniki balastowe i zbiorniki paliwa.
„Atropo” zbudowany został w stoczni Germaniawerft w Kilonii. Stępkę okrętu położono w marcu 1911 roku, a zwodowany został 22 marca 1912 roku. Był pierwszym okrętem we włoskiej flocie noszącym nazwę „Atropo”, nawiązującą do bogini losu z mitologii greckiej . Motto okrętu brzmiało „Inesorabilmente” (pol. „Nieubłagany”) .

## Dane taktyczno-techniczne
„Atropo” był niewielkim, przybrzeżnym okrętem podwodnym . Długość całkowita wynosiła 44,5 metra, szerokość 4,4 metra i zanurzenie 2,71 metra. Wyporność normalna w położeniu nawodnym wynosiła 231 ton, a w zanurzeniu 315 ton . Okręt napędzany był na powierzchni przez dwa silniki wysokoprężne Germania o łącznej mocy 700 KM. Napęd podwodny zapewniały dwa silniki elektryczne AEG o łącznej mocy 200 KM. Dwa wały napędowe obracające dwiema śrubami umożliwiały osiągnięcie prędkości 14,75 węzła na powierzchni i 7,8 węzła w zanurzeniu . Zasięg wynosił 2300 Mm przy prędkości 8,5 węzła w położeniu nawodnym oraz 70 Mm przy prędkości 4 węzły w zanurzeniu (lub 950 Mm przy prędkości 12 węzłów w położeniu nawodnym oraz 16 Mm przy prędkości 7,8 węzła w zanurzeniu) . Energia elektryczna magazynowana była w jednej baterii akumulatorów . Dopuszczalna głębokość zanurzenia wynosiła 50 metrów .
Okręt wyposażony był w dwie stałe dziobowe wyrzutnie kalibru 450 mm, z łącznym zapasem czterech torped.
Załoga okrętu składała się z 2 oficerów oraz 12 podoficerów i marynarzy.

## Służba
„Atropo” został wcielony do służby w Regia Marina 5 lutego 1913 roku. Po przybyciu z Niemiec załoga okrętu rozpoczęła proces szkolenia, wchodząc w skład 2. eskadry (wł. Squadriglia) okrętów podwodnych w La Spezia, bazując też w La Maddalena. Jednostka uczestniczyła też w manewrach morskich na Morzu Tyrreńskim. W momencie przystąpienia Włoch do I wojny światowej okręt wchodził w skład 1. dywizjonu okrętów podwodnych w Wenecji (wraz z jednostkami typu Medusa: „Medusa”, „Jalea”, „Jantina”, „Salpa” i „Zoea”). Dowództwo „Atropo” sprawował wówczas kpt. mar. (wł. tenente di vascello) Tullio Bonamico . Jednostka brała udział w ofensywnych patrolach na wodach Morza Adriatyckiego. 23 października 1915 roku w pobliżu Civitanova Marche okręt wystrzelił torpedy w kierunku dwóch austro-węgierskich niszczycieli typu Huszár, które jednak zdołały je wymanewrować . 4 czerwca 1916 roku w pobliżu wyspy Pag, dowodzony przez kpt. mar. Giotto Maraghiniego „Atropo” zatopił dwiema torpedami austro-węgierski parowiec „Albanien” o pojemności 1122 BRT . 31 grudnia 1917 roku okręt wchodził w skład Flotylli Górnego Adriatyku w Wenecji (wraz z „Delfino”, X 1, „Tricheco”, „Fisalia”, „Argonauta”, „Narvalo”, „Zoea”, „Otaria”, „Argo”, „Squalo”, F 2, F 3, F 4, F 5, F 12, F 13 i F 16). W marcu 1918 roku okręt przeszedł pod dowództwo kpt. mar. Mario Viottiego, po czym uczestniczył do końca konfliktu w patrolach, operując z Porto Corsini pod Rawenną . 1 listopada okręt nadal wchodził w skład Flotylli Okrętów Podwodnych w Wenecji (razem z „Delfino”, X 1, F 2, F 3, F 5, F 8, F 9, F 10, F 12, F 15, F 17, F 19 i F 20).
Okręt został skreślony z listy floty 23 stycznia 1919 roku.